# Uko Fockena
Uko Fockena (Ukena), auch „Uko von Oldersum“ (* um 1408 in Oldersum (unsicher); † 13. Juni 1432 bei Suurhusen) war ein ostfriesischer Häuptling des Moormerlandes und des Emsigerlandes.

## Leben
Uko war einer der Söhne des ostfriesischen Häuptlings Focko Ukena und seiner Frau Theda von Rheide (* um 1365; † vor 1411).
1424 erwarb Uko zusammen mit Udo Poppinga den Hof tor Brake (auch „zu Brahe/Brae“) im Emsland von dem Knappen Ecerd von der Bele Sein Schwager Ocko tom Brok („Ocko to Broke“), Häuptling des Brokmerlandes, bat in einem Schreiben vom 17. September 1424 den Abt von Werden, Uko mit diesem Hof zu belehnen und bestätigte, dass Uko von Geburt ein freier Mann sei, echt und recht, von seinen vier Ahnen her und lehnsfähig.
Zwischen 1425 und 1427 heiratete Uko Hebe/Heba von Dornum, eine Tochter des Lütet Attena von Dornum und Nesse und der Ocka tom Brok. Urkundlich belegt als Tochter und Erbin dieses Paares ist Theda Ukena (* vor 1432; † 17. September 1494), die 1455 die Frau des Ulrich I. Cirksena, Statthalter von Ostfriesland und 1464 erster Graf von Ostfriesland, wurde.
Ab 1424 stellten sich Uko und sein Vater gegen das ostfriesische Häuptlingsgeschlecht der tom Brok, die Focko Ukena um 1413 Flecken und Burg Oldersum übertragen hatten. Ocko II. tom Brok forderte von Focko die Rückgabe der Burg und erhielt in einem Schiedsspruch der Stadt Groningen vom 6. Juni 1426 Recht. Focko lehnte diese Entscheidung ab und schlug Ocko in bewaffneten Auseinandersetzungen in der Schlacht von Detern am 27. September 1426 und in der Schlacht auf den Wilden Äckern am 28. Oktober 1427. Damit machten sich die Ukena zu Vorkämpfern des Prinzips der Friesischen Freiheit.
Aus der Kriegsbeute erhielt Uko die Herrlichkeit Oldersum, die auch die Kirchspiele Gandersum, Rorichum, Tergast und Simonswolde einschloss.
1428 nannte sich Uko Fockena „Häuptling zu Oldersum“. Die „Oldersumer Chronik“ berichtet, dass Uko die Burg in Oldersum durch 80.000 Steine, die er aus dem Abbruch der Fockenburg in Borssum gewann, verstärkte.
1430 wurde Uko in der Oldersumer Burg durch eine Gruppe friesischer Häuptlinge belagert, die sich unter Führung der Cirksena als Opposition zu den Ukena zusammengeschlossen hatte. Am 2. November 1430 musste Uko seinen Herrschaftsanspruch aufgeben. In einem Vertrag mit den Belagerern konnte er sich jedoch, basierend auf den rechtlichen Ansprüchen seiner Frau, einer Enkelin des Ocko I. tom Brok, das Wohnrecht in der Burg erhalten. Uko blieb bis 1432 dort wohnen.
Sein Vater, der nach dem Fall seiner Burg in Leer nach Münster geflohen war, gab jedoch den Machtkampf nicht auf und lud seinen Sohn Uko zu einer Besprechung mit seinem Bundesgenossen Imel Allena zu Groothusen ein. Auf dem Wege dahin wurde Uko von Oldersum am 13. Juni 1432 im Schilfgebiet zwischen Marienwehr und Suurhusen überfallen und erschlagen. Er wurde in der Gasthauskirche Emden beigesetzt. In dieser zum Franziskanerkloster Emden gehörenden Kirche, die am 21. Juli 1938 durch einen Brand zerstört wurde, ließ Ukos Tochter Theda für ihn einen Bildnisgrabstein anbringen.